# Ion hydronium
« H3O+ » redirige ici. Ne pas confondre avec H3O.
L'ion hydronium est le plus simple des ions oxonium ; sa formule chimique est H3O+ ou H+(aq). En solution aqueuse, il est solvaté par plusieurs molécules d'eau et peut être écrit H7O3+, H9O4+ etc. Il résulte de la protonation d'une molécule d'eau soit par un acide, soit par autoprotolyse de l'eau. Il existe également à l'état solide et à l'état gazeux. C'est également un ion qui se rencontre dans le milieu interstellaire, où il résulte de l'interaction de molécules d'eau avec le rayonnement cosmique.

## Nomenclature
La nomenclature de l'UICPA relative à la chimie organique recommande de désigner l'ion H3O+ par oxonium. Le terme hydroxonium peut également être employé afin de lever toute ambiguïté. Un projet de recommandation UICPA préconiserait également l'emploi du terme oxydanium dans le cadre de la chimie inorganique spécifiquement, mais cette dénomination est aujourd'hui en pratique inusitée.

## Géométrie
Dans la mesure où l'ion O+ et l'atome N ont le même nombre d'électrons, l'ion H3O+ est isoélectronique avec la molécule d'ammoniac NH3, d'où sa géométrie pyramidale trigonale avec, au sommet, l'atome d'oxygène. L'angle H-O-H est de l'ordre de 113°.

## Solvatation
La solvatation de l'ion hydronium dans l'eau n'est pas encore pleinement caractérisée. La géométrie prépondérante déduite de la cryoscopie de l'eau serait H3O+(H2O)6 : chaque ion est en moyenne solvaté par six molécules d'eau, qui ne peuvent plus solvater d'autre ion.
D'autres structures de solvatation font intervenir davantage de molécules d'eau, notamment H3O+(H2O)20 dans laquelle l'ion hydronium est au centre d'un dodécaèdre d'eau. Des simulations réalisées par la méthode ab initio de la chimie quantique indiqueraient cependant que le proton hydraté se situerait en moyenne plutôt à la surface de l'agrégat H3O+(H2O)20.
Une équipe californienne a proposé en 2010 un nouveau modèle fondé sur ses analyses en spectroscopie infrarouge d'après lequel les protons sont solvatés sous forme d'agrégats [H13O6]+ dans lesquels la charge électrique positive serait répartie indistinctement à travers les six molécules d'eau.
Le monomère H3O+ en phase liquide a été identifié en 1979 par résonance magnétique nucléaire à l'oxygène 17 dans une solution superacide non aqueuse faiblement nucléophile de HF-SbF5SO2 (fluorure d'hydrogène, pentafluorure d'antimoine, dioxyde de soufre).

## Autoprotolyse de l'eau

Schéma de la réaction d'autoprotolyse de l'eau.

L'ion oxonium est présent en permanence dans l'eau, du fait de la réaction d'autoprotolyse :
- Tout d'abord il y a dissociation d'une molécule d'eau :
H2O  {\displaystyle \rightleftharpoons }  H+ + OH−
- Puis une seconde molécule d'eau solvate le proton libéré :
H2O + H+  {\displaystyle \rightleftharpoons }  H3O+
- Enfin, le proton solvaté obtenu, appelé ion oxonium, est hydraté en solution et noté de ce fait H3O+(aq), abrégé de « aqueux » en référence au fait qu'il est en solution.

Le schéma réactionnel global peut s'écrire :
2 H2O  {\displaystyle \rightleftharpoons }  H3O+(aq) + OH−(aq)
OH−(aq) étant l'ion hydroxyde, lui aussi solvaté.

## pH de l'eau pure à25°C
La constante d'équilibre de l'autoprotolyse de l'eau à 25 °C vaut :
Keq = [H3O+] × [OH−] / [H2O]2 = 10-14.
Une constante d'équilibre s'applique non aux concentrations, mais aux activités. L'activité de l'eau H2O solvant est celle d'un liquide pratiquement pur et vaut 1 par convention.
La constante d'ionisation de l'eau à 25 °C, s'écrit :
Ke = Keq × [H2O]2 = [H3O+] × [OH−] = 10-14,
ce qui signifie que :
[H3O+] = [OH−] = 10-7,
d'où la valeur du pH de l'eau pure à 25 °C :
pH = -log10([H3O+]) = 7.
L'ion oxonium est responsable de la propriété des acides selon la définition du chimiste danois Joannes Brønsted. Il est présent dans toute solution aqueuse en équilibre avec l'ion hydroxyde OH−. C'est la mesure de sa concentration qui permet de déterminer le pH de la solution.